# Tullia Minore
(Tito Livio, Ab Urbe condita libri, I, 48)
Tullia Minore (in latino: Tullia minor; fl. VI secolo a.C.) è stata figlia del re di Roma Servio Tullio e seconda moglie del successore Tarquinio il Superbo, con cui ebbe i figli Tito Tarquinio, Arrunte Tarquinio e Sesto Tarquinio.

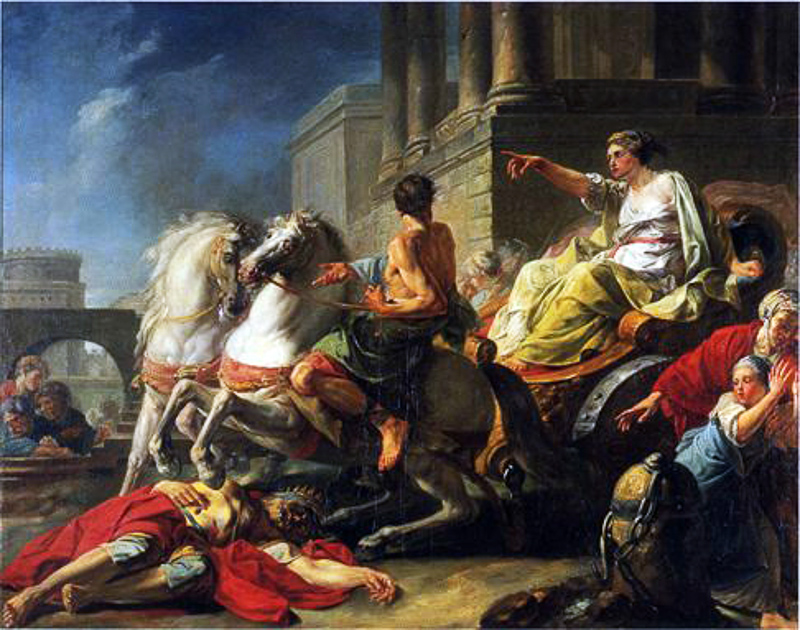
Jean Bardin, Tullia fa passare il suo carro sul corpo del padre

Secondo il racconto di Tito Livio avrebbe spinto il marito ad uccidere il  padre Servio Tullio; in seguito fuggendo, travolse il corpo ferito del genitore, steso sulla via, con il suo carro trainato da cavalli, mentre si allontanava dalla Curia.

## Matrimonio
Tullia Minore fu moglie di entrambi i figli di Lucio Tarquinio Prisco, quinto re di Roma; dapprima si sposò con Arunte Tarquinio, mentre la sorella, Tullia Maggiore, andò in sposa a Lucio Tarquinio (futuro ed ultimo re):
(Tito Livio, Ab Urbe condita libri, I, 42.)
Lucio Tarquinio e Tullia Minore si unirono in matrimonio dopo avere ucciso i rispettivi consorti; Servio Tullio non fu contrario né consenziente alle loro nozze:
(Tito Livio, Ab Urbe condita libri, I, 46.)

## Parricidio
Giorno dopo giorno, Tullia Minore istigava ed incitava il marito a commettere un secondo delitto: quello del padre, il re Servio Tullio. Il furore della donna (muliebres furiae) era dovuto al sentimento di ammirazione e, insieme, invidia nei confronti di Tanaquil, che, seppur straniera, era riuscita a far salire sul trono prima il marito e poi il genero (rispettivamente Tarquinio Prisco e Servio Tullio).
Quando Tarquinio decise di impossessarsi del potere e scaraventò giù dalle scale della curia Servio Tullio, dopo averne occupato il trono, fu Tullia ad inviare i sicari che assassinarono il re. Ella, poi, giunse in senato con il proprio cocchio e, dopo averlo chiamato fuori dalla curia, conferì al marito il titolo di re. Indi, su consiglio di Tarquinio, si allontanò da quel luogo, che in seguito ricevette l'appropriato nome di Vicus Sceleratus.
(Tito Livio, Ab Urbe condita libri, I, 48)
Non paga dell'assassinio del padre, ordinò al servo di calpestarne il corpo con il cocchio. In seguito, contaminata e respersa (macchiata nell'animo e nel corpo), ripartì sulla vettura che grondava sangue e fece ritorno a casa.

## Esilio
La rivolta scatenatasi contro il re Tarquinio in seguito all'oltraggio subito da Lucrezia colpì anche Tullia Minore, costretta all'esilio insieme con i figli ed il marito:
(Tito Livio, Ab Urbe condita libri, I, 59)

## Tullia Minore nell'arte

### Letteratura
Oltre a Tito Livio, anche Ovidio e Valerio Massimo descrissero la scena del gesto di Tullia nei confronti del proprio padre, rispettivamente nei Fasti (Tullia coniugio, sceleris mercede, peracto / his solita est dictis exstimulare virum [...]) e nei Factorum et dictorum memorabilium libri IX (Unde autem potius quam a Tullia ordiar, quia tempore vetustissimum, conscientia nefarium, voce monstri simile exemplum est? [...]).
In epoca moderna la storia venne ripresa dallo scrittore britannico William Painter (1566).

### Musica
Nel 1678 Giovanni Domenico Freschi compose Tullia superba, dedicata proprio alla figura della figlia di Servio Tullio.

### Pittura
Nel corso del Settecento, il personaggio di Tullia Minore venne rappresentato in diverse tele: intorno al 1718, in un'opera (poi perduta) di Giovan Battista Tiepolo; nel 1735 da Michel-François Dandré Bardon; nel 1765 in un'opera di Jean Bardin e nel 1783 da Philipp Friedrich von Hetsch. Nel 1816 Bartolomeo Pinelli realizzò un'incisione raffigurante Tullia sul cocchio che passa sul corpo del padre per L'Istoria Romana.